# Praha XII
Praha XII bylo v letech 1923–1949 označení čtvrti Velké Prahy, tvořeného územím bývalého okresního města Královské Vinohrady, připojeného k Praze 1. ledna 1922 na základě zákona č. 114/1920 Sb. z. a n. z dosavadního vinohradského okresu, který zároveň zanikl. Jako volební obvod byl vymezený vládním nařízením č. 7/1923 Sb. s účinností ode dne vyhlášení 17. ledna 1923. Vládní nařízení 187/1947 Sb, účinné od 14. listopadu 1947, ponechalo rozsah obvodu stejný, určilo jej však i obvodem pro státní správu a název obvodu se rozšířil o název sídelní čtvrti obvodu, tedy na Praha XII – Královské Vinohrady. 
Obvod byl zrušen k 1. dubnu 1949, kdy byla Praha vládním nařízením č. 79/1949 Sb. rozčleněna novou správní reformou na 16 městských obvodů číslovaných arabskými číslicemi. Jedna část Královských Vinohrad pak tvořila samostatný obvod Praha 12, druhá část byla začleněna do obvodu Praha 2. Od 11. dubna 1960 zákon č. 36/1960 Sb. vymezil v Praze 10 obvodů, přičemž Královské Vinohrady (od roku 1968 jen Vinohrady) byly rozděleny do obvodů Praha 2, Praha 3 a Praha 10. Zákon č. 418/1990 Sb., o hlavním městě Praze, s účinností od 24. listopadu 1990 a poté znovu Statut hlavního města Prahy (vyhláška hl. m. Prahy č. 55/2000 Sb. HMP) s účinností od 1. července 2001 rozdělily obdobným způsobem mezi městské části Praha 2, Praha 3 a Praha 10. 